# تجنيد عسكري

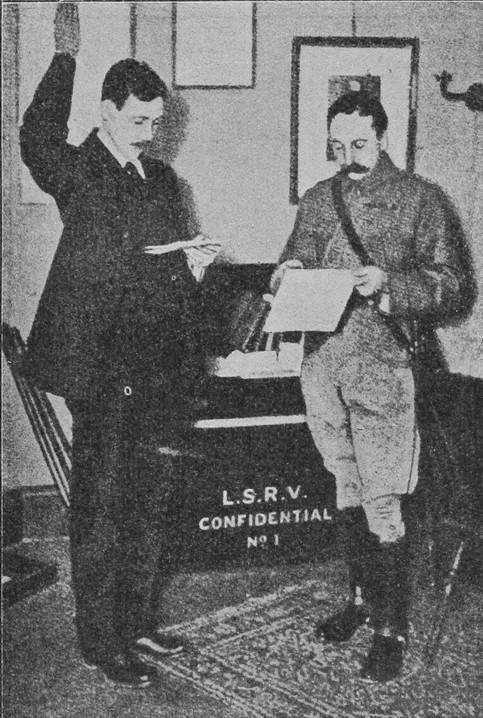

التجنيد العسكري يشير إلى نشاط جذب الناس للتدريب والتوظيف العسكريين واختيارهم لهما.

## الفئات المستهدفة

### النوع الاجتماعي
الأغلبية الكبرى من المجندين للقوى المسلحة التابعة للدولة والمجموعات المسلحة غير التابعة للدولة حول العالم هم من الذكور. نسبة النساء تختلف حول العالم؛ على سبيل المثال فهي نحو 3% في الهند، 10% في المملكة المتحدة، 13% في السويد، 16% في الولايات المتحدة الأمريكية، 27% في جنوب أفريقيا.
في حين لا تجند معظم البلدان النساء في أدوار القتال عن قرب (أي الأدوار التي تتطلب منهن قتل الخصوم على مدى قريب)، فإن العديد من الدول رفعت هذا الحظر في السنوات الأخيرة، ومنها القوى العسكرية الغربية الكبرى كفرنسا والمملكة المتحدة والولايات المتحدة.
بالمقارنة مع الموظفين الذكور والنساء المدنيات، فإن الموظفات من النساء تواجهن بشكل أكبر بكثير مخاطر التعرض للتحرش الجنسي والعنف الجنسي وفقًا للأبحاث البريطانية والكندية والأمريكية.
بدأت بعض الدول وبينها بريطانيا والولايات المتحدة وكندا الاعتراف بحق المتحولين جنسيًّا ليخدموا بشكل معلن في القوى المسلحة، رغم ملاقاة هذا التطور لمقاومة سياسية وثقافية.

### العمر
تحدد القوى المسلحة التابعة للدولة العمر الأدنى والأقصى للتجنيد. عمليًّا، معظم المجندين العسكريين بالغون يافعون؛ على سبيل المثال فقد كان العمر المتوسط للجندي الذي يبدأ تدريباته الأولية في الجيش الأمريكي عام 2013 يبلغ 20.7 سنة.

#### تجنيد الأطفال
وفق اتفاقية حقوق الطفل، فكلمة طفل تعني من هم دون ثمانية عشر عامٍ.
العمر الأدنى الذي يمكن تجنيد الأطفال إجباريًّا أو قبول تطوعهم للجندية فيه 15 عامًا وفق نظام روما الأساسي للمحكمة الجنائية الدولية. لا يمكن للدول التي وافقت على البروتكول الاختياري لاتفاقية حقوق الطفل المتعلق بانضمام الأطفال إلى النزاع المسلح (أوباك) تجنيد الأطفال على الإطلاق، ولكن يمكن لها تسجيل الأطفال بعمر 16 عامًا وما فوق بشرط عدم استخدامهم للمشاركة في المواجهات بشكل مباشر.
تاريخيًّا، كان استخدام الأطفال لأهداف عسكرية أمرًا شائعًا، ولكنه بدأ بالانحسار في القرن الحادي والعشرين. التزم ثلثا الدول في العالم تقريبًا اعتبارًا من عام 2017 بحصر التجنيد على البالغين من عمر الثامنة عشرة، ووقع ما مجموعه على الأقل ستون مجموعة مسلحة غير تابعة للدول على اتفاقيات لإيقاف أو تقليل استخدام الأطفال لأهداف عسكرية وفق منظمة الجنود الأطفال العالمية. قالت المنظمة إن ما يدعى معيار 18 بالضبط -اقتصار كل التوظيف في الجيش على البالغين- برز كنظام سائد حول العالم منذ عام 2001.
ولكن، صرحت منظمة الجنود الأطفال العالمية أيضًا بأنه في عام 2018 كان هناك على الأقل 46 دولة تجند الموظفين ممن هم دون 18 سنة. معظم تلك الدول كانت تجند بدءًا من عمر 17 سنة، وبينها أستراليا والصين وفرنسا وألمانيا والمملكة العربية السعودية والولايات المتحدة، ونحو عشرين دولة كانت تجند من عمر 16 سنة، وبينها البرازيل وكندا والمملكة المتحدة (بريطانيا).
معظم الدول التي تجند الأطفال دون سن الثامنة عشرة التزمت بعدم استخدامهم بشكل روتيني في العمليات العسكرية، لتوقيعهم اتفاقية أوباك. وفق الأمين العام للأمم المتحدة، كانت 14 دولة في عام 2016 لا تزال تجند وتستخدم الأطفال في النزاعات المسلحة الفعلية وهي: أفغانستان، جمهورية أفريقيا الوسطى، كولومبيا، جمهورية كونغو الديمقراطية، العراق، مالي، ميانمار، نيجيريا، الفيليبين، الصومال، جنوب السودان، السودان، سوريا، اليمن.
صرّح الأمين العام للأمم المتحدة أيضًا أن مجموعات مسلحة غير تابعة للدول كانت تجند الأطفال في النزاعات المسلحة في الهند وباكستان وفلسطين وليبيا والفيليبين وتايلند.
تقترح الدراسات العابرة للثقافات أنه، وبشكل عام، فإن الأطفال والشباب ينجذبون للوظائف العسكرية لأسباب مشابهة: كالحرب والدافع الاقتصادي والتعليم والعائلة والأصدقاء والسياسة والهوية والعوامل النفسية الاجتماعية.

### خلفية اجتماعية اقتصادية
أمل الهروب من الحرمان الاقتصادي الاجتماعي هو أحد أهم أسباب انجذاب الأشخاص اليافعين للتجنيد العسكري. فمثلًا، بعد إيقاف الولايات المتحدة للتجنيد الإجباري عام 1973، «جذب الجيش الأمريكيين من أصول أفريقية، والرجال ذوي الخلفيات الاقتصادية الاجتماعية الأدنى، والرجال الذين كانوا في برامج تعليم ثانوي غير أكاديمي، والرجال ذوي العلامات الدراسية الأقل بنسب أكبر من نسبهم السكانية». كمؤشر على الخلفية الاقتصادية الاجتماعية لطواقم الجيش البريطاني، كانت مهارات ثلاثة أرباع المجندين الأصغر في القراءة والكتابة تعادل المهارات المتوقعة من طفل في الحادية عشرة من عمره أو أقل، و7% منهم كان عمرهم 5-7 سنوات من حيث القدرة على القراءة، وذلك عام 2015. استهدف إعلان التجنيد البريطاني عام 2017 العوائل ذات دخل سنوي 10000 جنيه إسترليني.